# اردوگاه کار اجباری یونگفرنهوف
اردوگاه کار اجباری یونگفرنهوف یک اردوگاه کار اجباری در لتونی، در حدود سه یا چهار کیلومتری ریگا، بود. این اردوگاه از دسامبر ۱۹۴۱ تا مارس ۱۹۴۲ فعالیت داشت و یهودیان اضافی از دیگر اردوگاه‌ها، به ویژه یهودیان آلمانی و اتریشی که در آغاز بنا بود به مقصد مینسک فرستاده شوند، در آن نگهداری می‌شدند.

## تاریخچه
اردوگاه در زمینی با وسعت ۲۰۰ هکتار قرار داشت که پیشتر سه انبار بزرگ، پنج پادگان کوچک و سوله‌های مختلف دامداری در آن قرار داشتند. ساختمان‌های نیمه‌فروریخته و غیرقابل گرم شدن برای اسکان چندین هزار نفر نامناسب بودند. اردوگاه هیچ برج دیده‌بانی یا محوطه محصور نداشت، بلکه گشتی سیار متشکل از ده تا پانزده پلیس کمکی لتونی تحت فرماندهی آلمانی رودلف یواخیم سک آن را دیده‌بانی می‌کردند.
در دسامبر ۱۹۴۱، در مجموع ۳٬۹۸۴ تن با چهار قطار جداگانه به یونگفرنهاف آورده شدند؛ از جمله ۱۳۶ کودک زیر ده سال و ۷۶۶ بزرگسال. در ۱ دسامبر ۱۹۴۱، ۱۰۱۳ یهودی از وورتمبرگ سوار قطار شده و به اردوگاه فرستاده شدند. 964 مورد دیگر نیز در ۶ دسامبر ۱۹۴۱ از هامبورگ، لوبک (تنها ۹۰ یهودی ساکن در شهر باقی ماندند) و سایر افراد از سراسر شلسویگ-هولشتاین به اردوگاه تبعید شدند. کاروان‌های دیگری نیز شامل ۱٬۰۰۸ تن از نورنبرگ و ۱٬۰۰۱ تن از وین به اردوگاه وارد شدند.

## زندانیان
حدود ۸۰۰ تن از زندانیان در زمستان ۱۹۴۱ تا ۱۹۴۲ بر اثر گرسنگی، سرما، تیفوس جان خود را از دست دادند. امروزه باور بر این است که شهادت یک شاهد عینی، مبنی بر اینکه یک وانت گاز به اردوگاه اختصاص داده شده بود، قابل‌اعتقاد نیست و با آن به شکل غیرمستند برخورد می‌شود.
در مارس ۱۹۴۲ اردوگاه برچیده شد. به عنوان بخشی از عملیات دونامونده با تمارض به اینکه زندانیان قرار است به اردوگاهی جدید با شرایط کار بهتر منتقل شوند (اردوگاه در اصل وجود خارجی نداشت) و در آنجا در کارخانه تولید کنسرو به کار بپردازند، زندانیان فریب داده شده و ۱۶۰۰ تا ۱۷۰۰ تن از ایشان به جنگل بیکرنیکی منتقل شدند. همانند
یهودیان ساکن گتو ریگا پیش از آن‌ها، این زندانیان نیز در ۲۶ مارس ۱۹۴۲ در جنگل تیرباران شده و در گورهای دسته‌جمعی دفن شدند. در میان تیرخوردگان ماکس کلیمان، از کهنه‌سربازان جنگ جهانی اول بود که به همراه خانواده‌اش به اردوگاه آورده شده بود. به گفته وی:
در اردوگاه گفته شد که همه زنان و کودکان باید از یونگفرنهوف دور شوند و به دونامونده بروند؛ جایی که بیمارستان‌ها، مدارس و ساختمان‌های سنگی عظیم برای زندگی درونشان داشت. من از فرمانده پرسیدم که آیا من هم می‌توانم به دونامونده منتقل شوم، اما او از رفتن من جلوگیری کرد، چرا که من کارگر خیلی خوبی بودم.
۴۵۰ زندانی در اردوگاه باقی ماندند و گروهی کاری را تشکیل دادند. از آن‌ها خواسته شد تا به منظور پنهان کردن بقایای اردوگاه، برای تغییر شکل آن به یک کشتزار اقدام به کار کنند. گروه کاری به مدت یک سال وجود داشت. بازماندگان سپس به گتو ریگا که خود تا نوامبر ۱۹۴۳ وجود داشت، فرستاده شدند. از حدود ۴۰۰۰ تن که به یونگفرنهوف منتقل شدند، تنها ۱۴۸ نفر زنده ماندند.